# Mathilde Bourbin
Mathilde Bourbin (* 1989 in Sceaux, Île-de-France) ist eine französische Schauspielerin und Drehbuchautorin.

## Leben
Mathilde Bourbin wuchs in der nordfranzösischen Kleinstadt Sceaux auf. Nach ihrem Schulabschluss zog sie im Jahr 2008 nach Paris, wo sie auch bis heute lebt. Dort absolvierte sie an einer Schauspielschule eine professionelle Schauspielausbildung.
Seit 2012 hat Bourbin als Schauspielerin vor der Kamera in mehreren Film-und-Fernsehproduktionen mitgewirkt, darunter auch in einigen Kurzfilmen. Im Jahr 2021 hatte Bourbin in der Eröffnungssequenz des Agententhrillers James Bond 007: Keine Zeit zu sterben als Mrs. White einen kurzen Auftritt. Als Bühnendarstellerin wirkte sie in mehreren Musicals an verschiedenen Theaterhäusern in ganz Frankreich mit. Sie ist seit 2016 auch als Drehbuchautorin für verschiedene Fernsehserien tätig.
Bourbin spricht neben ihrer Muttersprache Französisch auch fließend Englisch und Deutsch.

## Filmografie (Auswahl)
- 2012: Les sans cravates
- 2014: Le Reve du Stalker
- 2014: Julie (Kurzfilm)
- 2014: Petits secrets entre voisins (Fernsehserie, 2 Folgen)
- 2015: Louise
- 2016–2022: Frapuccino (Fernsehserie, 14 Folgen)
- 2018: Doll Therapy
- 2020: Les Michetonneuses
- 2021: Unlocked (Kurzfilm)
- 2021: James Bond 007: Keine Zeit zu sterben (No Time to Die)
- 2023: Holly Marie Kill Kill